# Julija Hatouka
Julija Uladsimirauna Hatouka (belarussisch Юлія Уладзіміраўна Гатоўка; * 24. April 2000) ist eine belarussische Tennisspielerin.

## Karriere
Hatouka begann mit fünf Jahren das Tennisspielen und bevorzugt Hartplätze. Sie gewann bislang 12 Titel im Einzel und acht im Doppel auf der ITF Women’s World Tennis Tour.
Ihr erstes Profiturnier spielte sie im Juni 2015 in Minsk. Ihren ersten Turniersieg feierte sie im Januar 2018 in Scharm asch-Schaich.
Im Jahr 2021 spielte Hatouka erstmals für die belarussische Fed-Cup-Mannschaft; ihre Fed-Cup-Bilanz weist bislang keinen Sieg bei einer Niederlage aus.

## Turniersiege

### Einzel
| Nr. | Datum              | Turnier             | Kategorie   | Belag             | Finalgegnerin         | Ergebnis       |
| --- | ------------------ | ------------------- | ----------- | ----------------- | --------------------- | -------------- |
| 1.  | 21. Januar 2018    | Scharm asch-Schaich | ITF $15.000 | Hartplatz         | Anastassija Potapowa  | 6:4, 4:6, 7:5  |
| 2.  | 9. Juni 2018       | Minsk               | ITF $15.000 | Sand              | Wlada Swerewa         | 4:6, 6:1, 6:0  |
| 3.  | 1. September 2018  | Almaty              | ITF $25.000 | Sand              | Anna Danilina         | 6:4, 6:71, 6:2 |
| 4.  | 10. November 2018  | Minsk               | ITF $25.000 | Hartplatz (Halle) | Raluca Șerban         | 7:5, 7:5       |
| 5.  | 2. Februar 2020    | Monastir            | ITF W15     | Hartplatz         | Jesika Malečková      | 6:1, 6:2       |
| 6.  | 27. September 2020 | Monastir            | ITF W15     | Hartplatz         | Shalimar Talbi        | 6:3, 6:2       |
| 7.  | 6. Dezember 2020   | Monastir            | ITF W15     | Hartplatz         | Linda Fruhvirtová     | 6:1, 5:7, 6:3  |
| 8.  | 7. Februar 2021    | Shymkent            | ITF W15     | Hartplatz         | Anastassija Tichonowa | 7:5, 6:2       |
| 9.  | 14. März 2021      | Kasan               | ITF W25     | Hartplatz (Halle) | Urszula Radwańska     | 7:66, 4:6, 6:4 |
| 10. | 24. Oktober 2021   | Qaraghandy          | ITF W25     | Hartplatz (Halle) | Jekaterina Kasionowa  | 7:5, 6:0       |
| 11. | 27. Mai 2023       | Grado               | ITF W60     | Sand              | Lucie Havlíčková      | 2:6, 6:3, 6:1  |
| 12. | 13. Oktober 2024   | Joué-lès-Tours      | ITF W35     | Hartplatz (Halle) | Ayla Aksu             | 7:64, 7:68     |

### Doppel
| Nr. | Datum              | Turnier             | Kategorie   | Belag             | Partnerin           | Finalgegnerinnen                            | Ergebnis          |
| --- | ------------------ | ------------------- | ----------- | ----------------- | ------------------- | ------------------------------------------- | ----------------- |
| 1.  | 10. März 2018      | Scharm asch-Schaich | ITF $15.000 | Hartplatz         | Lee Pei-chi         | Laura-Ioana Paar Julia Terziyska            | 4:6, 7:65, [10:8] |
| 2.  | 25. Mai 2019       | Jerusalem           | ITF W25     | Hartplatz         | Tereza Mihalíková   | Samantha Murray Despina Papamichail         | 2:6, 6:4, [10:8]  |
| 3.  | 25. Januar 2020    | Monastir            | ITF W15     | Hartplatz         | Tereza Mihalíková   | Gösäl Ainitdinowa Yekaterina Dmitrichenko   | 6:4, 6:2          |
| 4.  | 19. September 2020 | Monastir            | ITF W15     | Hartplatz         | Hanna Kubarawa      | Olivia Gram Darja Semeņistaja               | 2:6, 7:5, [10:6]  |
| 5.  | 19. Dezember 2020  | Monastir            | ITF W15     | Hartplatz         | Weronika Falkowska  | Yvonne Cavalle-Reimers Celia Cerviño Ruiz   | 6:4, 7:5          |
| 6.  | 15. Juli 2023      | Rom                 | ITF W60     | Sand              | Schibek Qulambajewa | Yuliana Lizarazo María Paulina Pérez García | 6:4, 6:4          |
| 7.  | 23. November 2024  | Lousada             | ITF W35     | Hartplatz (Halle) | Schibek Qulambajewa | Polina Jazenko Hanne Vandewinkel            | 6:3, 1:6, [10:4]  |
| 8.  | 1. Februar 2025    | Andrézieux-Bouthéon | ITF W75     | Hartplatz (i)     | Ayla Aksu           | Conny Perrin Lian Tran                      | 5:7, 6:4, [14:12] |